# Trichopternoides
Trichopternoides is een geslacht van spinnen uit de familie hangmatspinnen (Linyphiidae).

## Soorten
De volgende soorten zijn bij het geslacht ingedeeld:
- Trichopternoides thorelli (Westring, 1861)